# Eidgenössische Abstimmung über die befristete Zusatzfinanzierung der Invalidenversicherung
Bei der eidgenössischen Abstimmung über die befristete Zusatzfinanzierung der Invalidenversicherung handelt es sich um ein obligatorisches Referendum, über das am 27. September 2009 in der Schweiz abgestimmt wurde. Diese eidgenössische Vorlage verlangte die Anhebung der Mehrwertsteuersätze für den Zeitraum 1. Januar 2011 bis zum 31. Dezember 2017, um die Verschuldung der Invalidenversicherung zu stabilisieren. Bei der Abstimmung ging es um eine Verfassungsänderung, die von Nationalrat und Ständerat am 13. Juni 2008 beschlossen wurde. Verfassungsänderungen unterliegen in der Schweiz generell dem obligatorischen Referendum.
Das Volk stimmte der Verfassungsänderung mit 54,5 % Ja-Stimmen zu; 12 Kantone nahmen die Vorlage an, 11 lehnten sie ab.

## Abstimmung
Der Bundesbeschluss, mit vollem Titel Bundesbeschluss vom 13. Juni 2008 über eine befristete Zusatzfinanzierung der Invalidenversicherung durch Anhebung der Mehrwertsteuersätze sah in seiner ursprünglichen Form die Erhöhung der Mehrwertsteuer für den Zeitraum vom 1. Januar 2010 bis zum 31. Dezember 2016. Aufgrund der Konjunkturlage hat das Parlament am 12. Juni 2009 beschlossen, den Zeitraum um ein Jahr zu verschieben.
Die eidgenössische Abstimmung stellte die Stimmberechtigten folgende Frage:
Wollen Sie den Bundesbeschluss vom 13. Juni 2008 über eine befristete Zusatzfinanzierung der Invalidenversicherung durch Anhebung der Mehrwertsteuersätze, geändert durch den Bundesbeschluss vom 12. Juni 2009, annehmen?
Der Bundesbeschluss lautet:
Die Bundesverfassung wird wie folgt geändert:
Art. 196 Ziff. 14 Sachüberschrift sowie Abs. 2 (neu) und 3 (neu)
1. Übergangsbestimmung zu Art. 130 (Mehrwertsteuer)

2 Zur Sicherung der Finanzierung der Invalidenversicherung hebt der Bundesrat die Mehrwertsteuersätze vom 1. Januar 2011 bis 31. Dezember 2017 wie folgt an:
a. um 0,4 Prozentpunkte den Normalsatz nach Artikel 36 Absatz 3 des Bundesgesetzes vom 2. September 1999 über die Mehrwertsteuer (MWSTG);
b. um 0,1 Prozentpunkte den reduzierten Satz nach Artikel 36 Absatz 1 MWSTG;
c. um 0,2 Prozentpunkte den Sondersatz für Beherbergungsleistungen nach Artikel 36 Absatz 2 MWSTG.
3 Der Ertrag aus der Anhebung nach Absatz 2 wird vollumfänglich dem Ausgleichsfonds der Invalidenversicherung zugewiesen.

## Endergebnis
Der Beschluss wird angenommen mit 1'110'846 Ja-Stimmen (54,5 %) gegenüber 928'601 Nein-Stimmen (45,5 %). 11 2/2 Stände stimmten der Vorlage zu, 9 4/2 lehnten die Vorlage ab. Die Stimmbeteiligung betrug 40,8 %.